# Gymnopleurus fulgidus
Gymnopleurus fulgidus es una especie de escarabajo del género Gymnopleurus, familia Scarabaeidae. Fue descrita científicamente por Olivier en 1789.
Se distribuye por la ecozona afrotropical. Habita en Gambia, Ghana, Guinea-Bisáu, República Democrática del Congo, Sudan, Somalia, Tanzania y Mauritania.